# Francolin coqui
Peliperdix coqui
Espèce
Statut de conservation UICN

 LC  : Préoccupation mineure
Le Francolin coqui (Peliperdix coqui) est une espèce d'oiseaux de la famille des Phasianidae.

## Description
Cet oiseau mesure de 20 à 28 cm de longueur pour une masse d'environ 255 g pour le mâle et de 232 pour la femelle. Le mâle présente une tête et un cou ocre jaune. La femelle ressemble superficiellement au Francolin de Shelley mais est plus petite et plus pâle avec une large bordure blanche autour des yeux.

## Distribution
Cet oiseau est disséminé dans l’ouest de l’Afrique : du sud de la Mauritanie au nord du Nigéria avec des populations isolées au Mali, au Niger et en Éthiopie. Il est plus répandu dans le sud de l’Angola, le sud-est du Cameroun, en Afrique du Sud, en Tanzanie, en Ouganda, au Botswana en Namibie (Hennache & Ottaviani 2011) et au Swaziland.

## Sous-espèces
D'après la classification de référence (version 5.2, 2015) du Congrès ornithologique international, cette espèce est constituée des quatre sous-espèces suivantes (ordre phylogénique) :
- F. c. spinetorum  Bates, 1828 : (F. c. buckley Ogilvie-Grant 1892 et F. c. angolensis Monard 1934 incluses). Ouest de l’Afrique, Angola, Zambie. Ventre crème non barré avec la couronne et les rémiges primaires nettement teintées de roux (Hennache & Ottaviani 2011) ;
- F. c. maharao  Sclater, 1927 : (F. c. thikae Grant & Mackworth-Praed 1934 incluse). Éthiopie, Kenya, nord de la Tanzanie. Petite sous-espèce avec le ventre non barré et toutes les parties inférieures lavées de fauve ;
- F. c. hubbardi  Ogilvie-Grant, 1895 : ouest et sud du Kenya. Ventre crème non barré et la couronne mouchetée de gris ;
- F. c. coqui  (Smith, 1836) : (F. c. ruandae Monard 1934, F. c. kasaicus White 1945, F. c. vernayi Monard 1934, F. c. hoeschianus Stresemann 1937, F. c. lynesi Monard 1934, F. c. stuhlmanni Reichenow1889, F. c. campbelli Monard 1934 incluses). Afrique du Sud, centre et nord-ouest de la Tanzanie, Ouganda. Les populations du Botswana et de la Namibie sont plus pâles et à queue plus longue, celles de l’Ouganda sont plus lourdement barrées.

## Habitat
Le francolin coqui fréquente toute une gamme d’habitats jusqu’à 2 200 m d’altitude : boisements secs alternant avec des zones herbeuses, aires sableuses pourvues d’un couvert buissonneux, abords des zones cultivées, plantations pourvues d’un tapis herbeux et savane herbeuse parsemée de broussailles (Urban et al. 1986).

## Alimentation
Son régime alimentaire comporte des graines de plantes herbacées et de céréales cultivées, des feuilles et des invertébrés dont des fourmis, des termites, des coléoptères, des sauterelles et leurs larves. Il ne semble pas creuser le sol pour en extraire des bulbes et des racines comme le font de nombreux francolins africains (Urban et al. 1986).

## Mœurs
Ce francolin se tient généralement en couples ou par petits groupes, constituant des compagnies comptant jusqu’à huit individus. Farouche et souvent dissimulé dans le couvert végétal, il préfère s’enfuir en courant qu’en volant. Parfois, il reste couché sur le sol et se fige sur place pour échapper à ses prédateurs. Il est donc difficile à lever mais il prend son essor dans un vol puissant en cas de danger pressant. Il passe la nuit sur le sol plutôt que dans les arbres. Sa démarche est lente, avec le corps à l’horizontale et la tête tenue à la verticale. Il émet ses cris du sol et les mâles semblent assez belliqueux à l’approche de la saison de reproduction (Madge & McGowan 2002).

## Voix
Le chant, poussé tôt le matin ou en fin d’après midi, consiste en une succession de sept à dix notes, ter, ink, ink, terra, terra,terra, terra, terra  de puissance décroissante, les seconde et troisième notes étant les plus fortes. Un autre cri, aigu et répété plusieurs fois, est assez fréquent co-qui co-qui, co-qui (Urban et al. 1986).

## Nidification

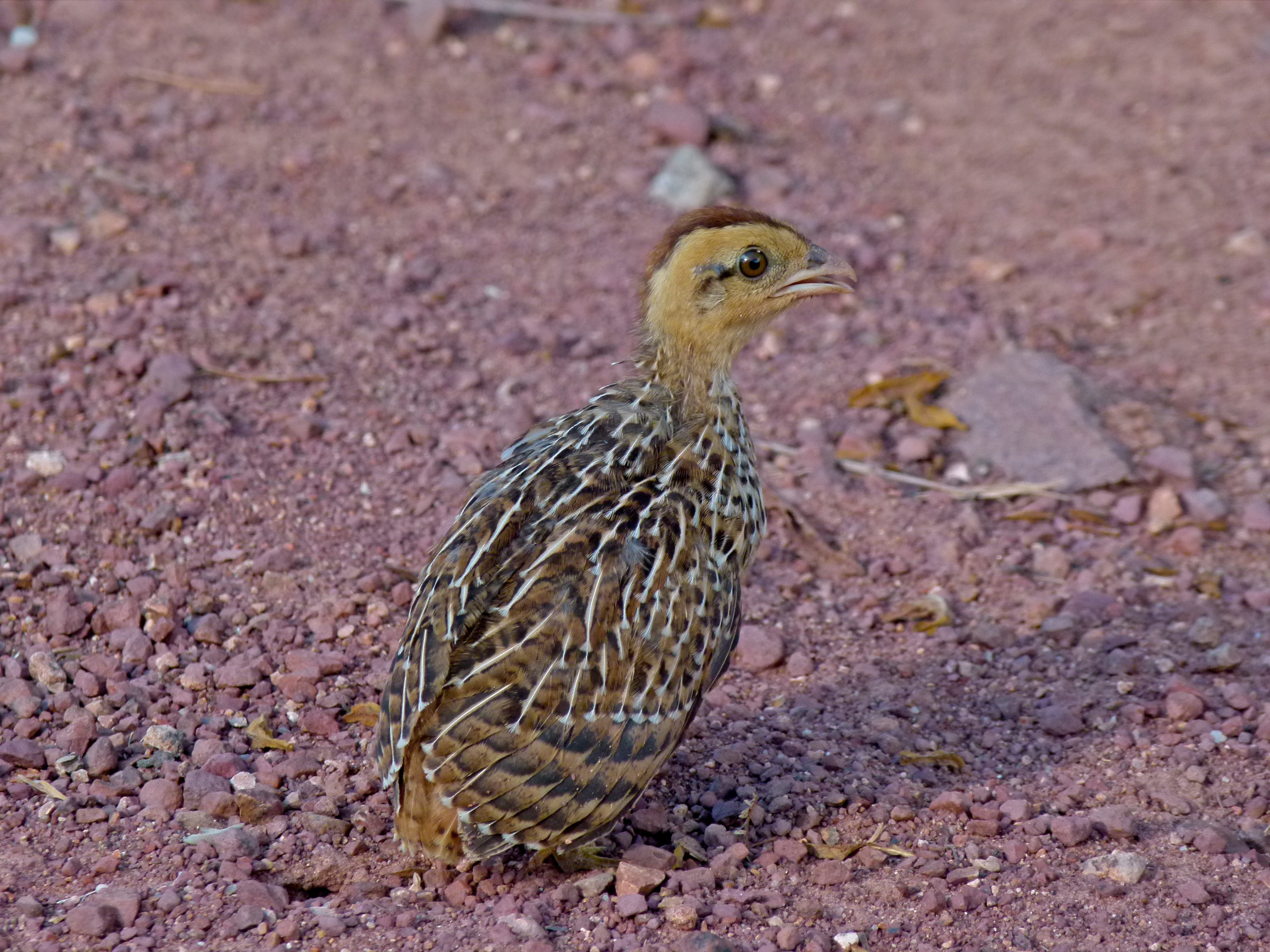
juvénile

La ponte a lieu en juillet au Nigeria, de fin août à mars au Zaïre, d’octobre à avril avec un pic entre novembre et février en Afrique du Sud et probablement de mai à juin en Éthiopie. L’espèce est considérée comme monogame et territoriale. Le nid est une légère dépression grattée sur le sol avec un revêtement d’herbes et de feuilles, habituellement dissimulée au pied d’un fourré. Les jeunes restent avec les adultes pendant plusieurs mois, mais il existe un fort taux de prédation par les rapaces, les serpents et les chats sauvages (Urban et al. 1986).

## Statut et conservation
Selon del Hoyo et al. (1994), il s’agit de l’un des francolins africains les plus communs, son aire de distribution atteignant 4 500 000 km2. La seule donnée de densité chiffrée fait état d’une moyenne de trois individus au km2 sur l’ensemble de cinq sites du parc national du lac Mboura en Ouganda dans les années 1980. Mais son abondance varie beaucoup à travers son aire : au Mali où il est donné rare ; en Éthiopie, où il est commun à peu commun ; en Afrique du Sud, où il est peu commun dans le parc national Kruger. Au Zimbabwe, la durée de la chasse devrait être limitée de juillet à septembre. En certaines localités, ce francolin peut être vulnérable à diverses maladies comme la variole aviaire. Il paraît sensible à la perte du tapis herbacé, au point de disparaître des zones brûlées ou rasées par le surpâturage. Madge & McGowan (2002) le qualifient de commun dans la majeure partie méridionale de son aire, mais nettement localisé, peu commun ou même rare dans l’ouest de l’Afrique et en Éthiopie ; peu commun et localisé dans l’ensemble du Kenya mais très abondant dans la vallée du Rift.